# 鲁比内亚
鲁比内亚是巴西圣保罗州的一个市镇。总面积234.381平方公里，总人口2895人，人口密度12.4人/平方公里。